# Beauvent
Beauvent cv is een Belgische burgercoöperatie die optreedt als producent en leverancier van groene stroom en groene warmte.

## Werking
Het kapitaal dat door de coöperanten is bijeengebracht wordt aangewend om projecten te financieren, al dan niet in samenwerking met andere coöperaties. Werkgebied is Vlaanderen en uitzonderlijk in Wallonnië. 
- De cv verzamelt geld om te investeren in rationeel energieverbruik en groene energie.
- Bijkomend informeert en sensibiliseert BeauVent omtrent hernieuwbare energie en rationeel energiegebruik en coöperatief ondernemen.
- Een derde doel is het samenbrengen van groenestroomverbruikers.

## Geschiedenis
Met het idee om een nulenergiewoning te bouwen groepeerden enkele gezinnen zich in 2000 om een grotere windmolen te kunnen bekostigen. Op 21 juni 2000 ontstond Beauvent en kon in 2005 de twee windmolens in Nieuwkapelle plaatsen.
De aandeelhouders stegen in aantal gedurende de jaren; 1000 (2008) over 2500 (2014), 5600 (2021). In 2019 werd Beauvent gekozen om de realisaties te doen voor het Vlaams Energiebedrijf op de West-Vlaamse overheidsgebouwen. 
Beauvent is ook mede-oprichter van de Europese en Vlaamse koepelorganisaties REScoop.eu en REScoop Vlaanderen en een van de drijvende krachten achter Coopkracht. 
Het hoofdkantoor is een duurzaam verbouwd binnenvaartschip dat gelegen is aan de IJzertoren te Diksmuide. Daarnaast is er ook ene kantoor in Oostende.

## Projecten
Bekende projecten van Beauvent zijn de windturbines in Nieuwkapelle. 
Beauvent zette in de loop van 2006, samen met de groenestroomcoöperatie Ecopower, PV-decentraal op. Met dit project werd in de loop van 2007 bij méér dan 700 coöperanten van Ecopower en Beauvent het dak uitgerust met zonnecellen. Het inschrijven voor dit PV-decentraal project werd afgesloten op 31 december 2006. De tweede ronde in 2007 kon niet doorgaan omdat de subsidieregeling veranderd is.
In 2008 was Beauvent actief op de markt van biodiesel uit koolzaad.
Er liep ook enkele jaren een project om PV-panelen te plaatsen op schoolgebouwen waarbij een educatief pakket, ontwikkeld door WWF, aan de scholen wordt aangeboden.
Beauvent richtte in 2010 samen met Ecopower en de Waalse coöperaties: Emissions Zéro, Clef-Europe, Courant d'air, Citipar, Lucéole en Nossemoulin de Belgische federatie van verenigingen en coöperaties van burgers voor hernieuwbare energie op: REScoop.be. 
Op 17 maart 2011 werd in Brussel de Europese federatie van verenigingen en coöperaties van burgers voor hernieuwbare energie opgericht: REScoop.eu.
Anno 2020 produceerde Beauvent
| Project           | Plaats        | Aantal           | Opbrengst (jaar)                                      | Sinds | Opmerking                        |
| ----------------- | ------------- | ---------------- | ----------------------------------------------------- | ----- | -------------------------------- |
| Windkracht        | Nieuwkappelle | 2                | 2 x 0,8 MW (3.250 MWh)                                | 2005  | Enercon Botermolen en Lepelmolen |
| PV-panelen        |               |                  | 75 kWp ()                                             | 2007  | Project zonnige daken 1          |
| Windkracht        | Gistel        | 1/3 van de molen | 2,3 MW waarvan 0,77 van BeauVent                      | 2007  | Enercon E48                      |
| PV-panelen        |               |                  | 125 kWp                                               | 2009  | Project zonnige daken 2          |
| PV-panelen        |               |                  | 350 kWp                                               | 2009  | Enkele grote projecten           |
| PV-panelen        |               |                  | 160 kWp                                               | 2009  | PV voor scholen                  |
| PV-panelen        |               |                  | 1550 kWp                                              | 2011  | Enkele grote projecten           |
| PV-panelen        |               |                  | 100 kWp                                               | 2012  | Project zonnige daken 3          |
| PV-panelen        |               |                  | 680 kWp                                               | 2012  | Enkele grote projecten           |
| WKK Gramybel      | Moeskroen     | 1                | Elektrisch vermogen 0,89 MW, Thermisch vermogen 1 MW  | 2015  |                                  |
| WKK Capsugel      | Bornem        | 1                | Elektrisch vermogen 1,2 MW, Thermisch vermogen 1,4 MW | 2014  |                                  |
| Warmtenet         | Oostende      | 1                | 7 MW warmte (7 GWh)                                   | 2019  |                                  |
| WKK               | Brugge        | 1                |                                                       | 2019  |                                  |
| Windkracht        | Bornem        | 2                | 2x 2.3 MW ()                                          | 2020  | Enercon E70                      |
| WKK WZC Avondrust | Varsenare     | 1                | 50 kWe                                                | 2017  |                                  |
| WKK Dupont IFF    | Brugge        | 1                | Elektrisch vermogen 5 MW                              | 2020  |                                  |